# Kálvin téri református templom (Budapest)

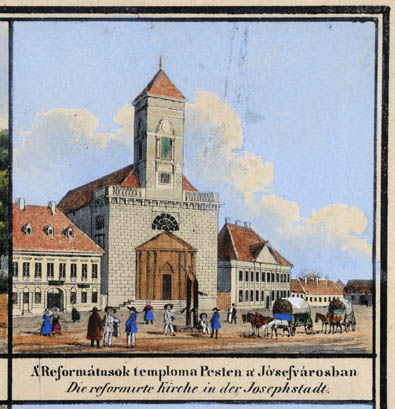
Eredetileg egyszerűbb toronysisakkal épült

A budapesti Kálvin téri református templom a református egyház legismertebb fővárosi temploma. Budapest legnagyobb református temploma. A Deák téri evangélikus templom után pedig a második legnagyobb protestáns templom a fővárosban. A IX. kerületben pedig a Bakáts téri templom után a második legnagyobb templom. A Kálvin tér és a környező utcák nevei a református egyház közel két évszázados jelenlétét tanúsítják. A templom épülete ma műemlék.

## A templom leírása
A templom klasszicista stílusban, 1816-tól 1830-ig épült Hild Vince tervei alapján. 
Építészeti érdekessége, hogy eredetileg két toronnyal tervezték. A soha meg nem épült két torony két külön alapja ténylegesen el is készült, s a középen álló torony ennek a két külön alapnak a belső széleire támaszkodik. A templom egyébként alapozás nélkül épült.
Az egy évvel később elkészült orgona a bécsi Deutschmann cég munkája, 1891-ben újította fel és nagyobbította meg a pécsi Angster cég. Az oszlopos timpanonnal zárt előcsarnokot az 1838-as árvíz utáni helyreállításokat követően, az oldalkarzatokat pedig 1854 és 1855 között, Hild József tervei szerint építették fel az angol születésű Zichy Emmanuelné Strachan Sarolta grófnő adományából. Ő ugyanis úgy végrendelkezett, hogy vagyona egy részét a karzatok felépítésére fordítsák. A templom a mai képét a toronysisak megépítésével nyerte 1859-ben. A déli oldalon levő Kálvin terem ablakain Róth Miksa üvegfestmény-sorozata keresztény szimbólumokat és neves, református egyháztörténeti személyeket – Kálvin Jánost, Bocskai Istvánt és Bethlen Gábort – ábrázol.
A templom főhomlokzatából magasra emelkedik a buzogánydíszes sisakban végződő, vaskos torony. Az előcsarnokból két lépcsőház vezet fel a karzatokhoz. A monumentális hatású belső tér dongaboltozata közepében elliptikus kupola emelkedik. A földszinten korlát választja el a presbiterek helyét, melynek közepén az Úrasztal áll. A szószék fölötti hangvető Hild József műve. A templombelső fehér felületeit aranyozott stukkók díszítik.
Az épület teljeskörű felújítására 2013–14-ben került sor, a budapesti 4-es metró építése kapcsán. Az orgona rekonstrukciója 2013-ban készült el.

## Nagyharang
A templom eredeti nagyharangját Eberhardt Henrik öntötte 1833-ban. 1933 és 2006 között ez a harang szólt minden délben a Petőfi Rádióban. Sajnos ez 1980-ban megrepedt. A mai nagyharang még abban az évben, Gombos Lajos műhelyében készült el. Az új harang e1 hangú, a tömege 1050 kg, alsó átmérője 125 cm. Bronzanyaga is elődjéből származik. A templomnak jelenleg ez az egyetlen harangja, két másik, kisebb harangját (kb. 500 és 250 kg) az első világháború idején elrekvirálták, újraöntésükre azóta sem került sor, a toronyban már nincs hely számukra, mivel a tornyot az M4-es metróvonal építésekor acélszerkezettel erősítették meg.

## A síremlék
Az egyháztanács jóváhagyásával a Strachan Sarolta grófnő emlékére síremléket építettek, hamvait pedig a templom alatti kriptában helyezték el. Tekintettel az anglikán egyház – melyhez a grófnő is tartozott – temetkezési szokásaira, az egyháztanács megadta az építési engedélyt azzal a kikötéssel, hogy az elhunyt grófnőt ábrázoló, művészi kivitelezésű szobrot nem a templomtérben, hanem egy külön erre a célra épített fülkében helyezzék el. A sírhely gótizáló architektonikus kiképzését a Vigadó építésze, Feszl Frigyes (a portikusz oszlopait készítő Feszl József kőfaragó fia) tervezte. A szarkofágot – az elhunyt grófnő fekvő alakjával – Raymond Gayrard francia szobrászművész készítette el.

## Galéria

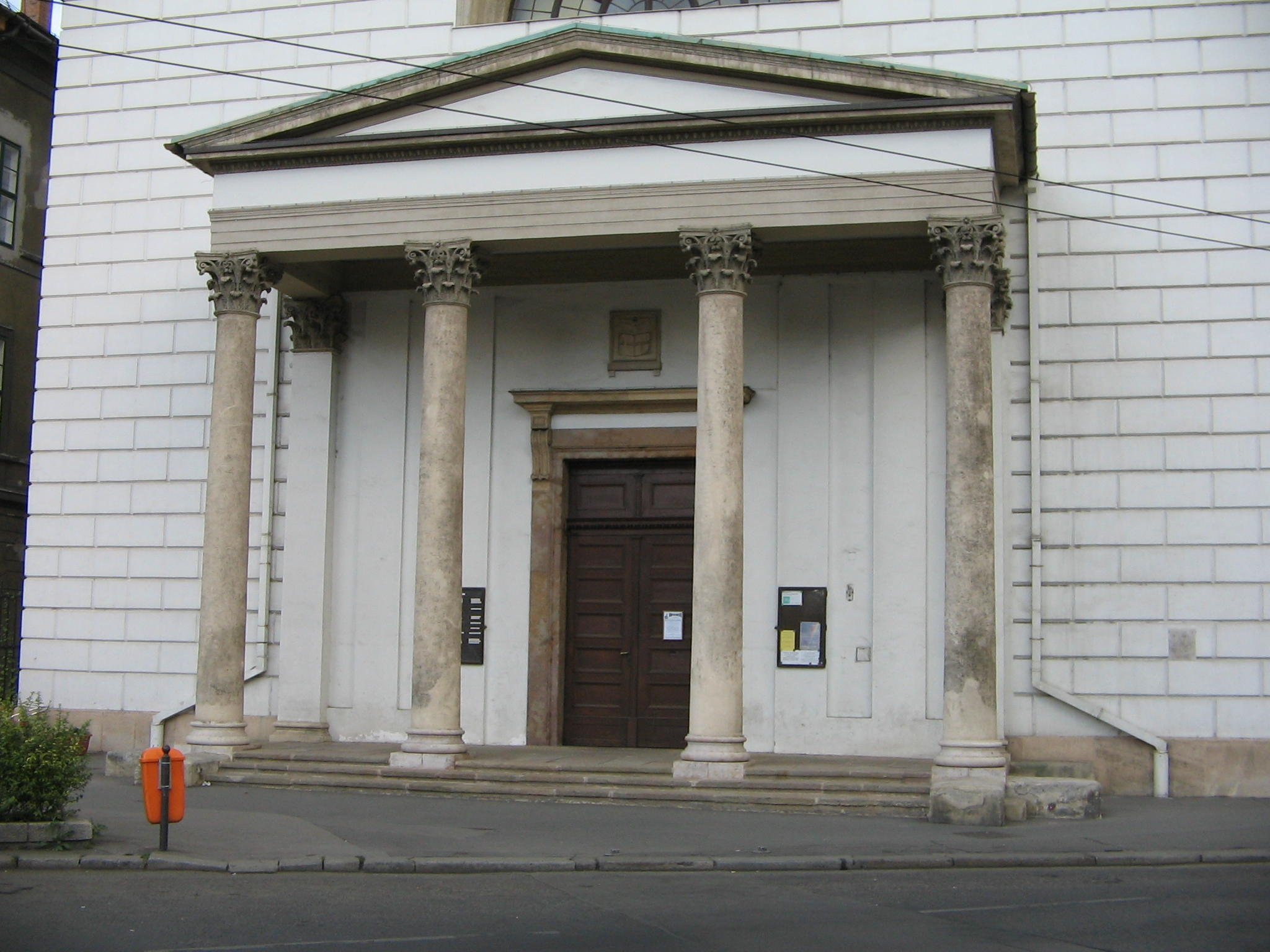
A bejárat
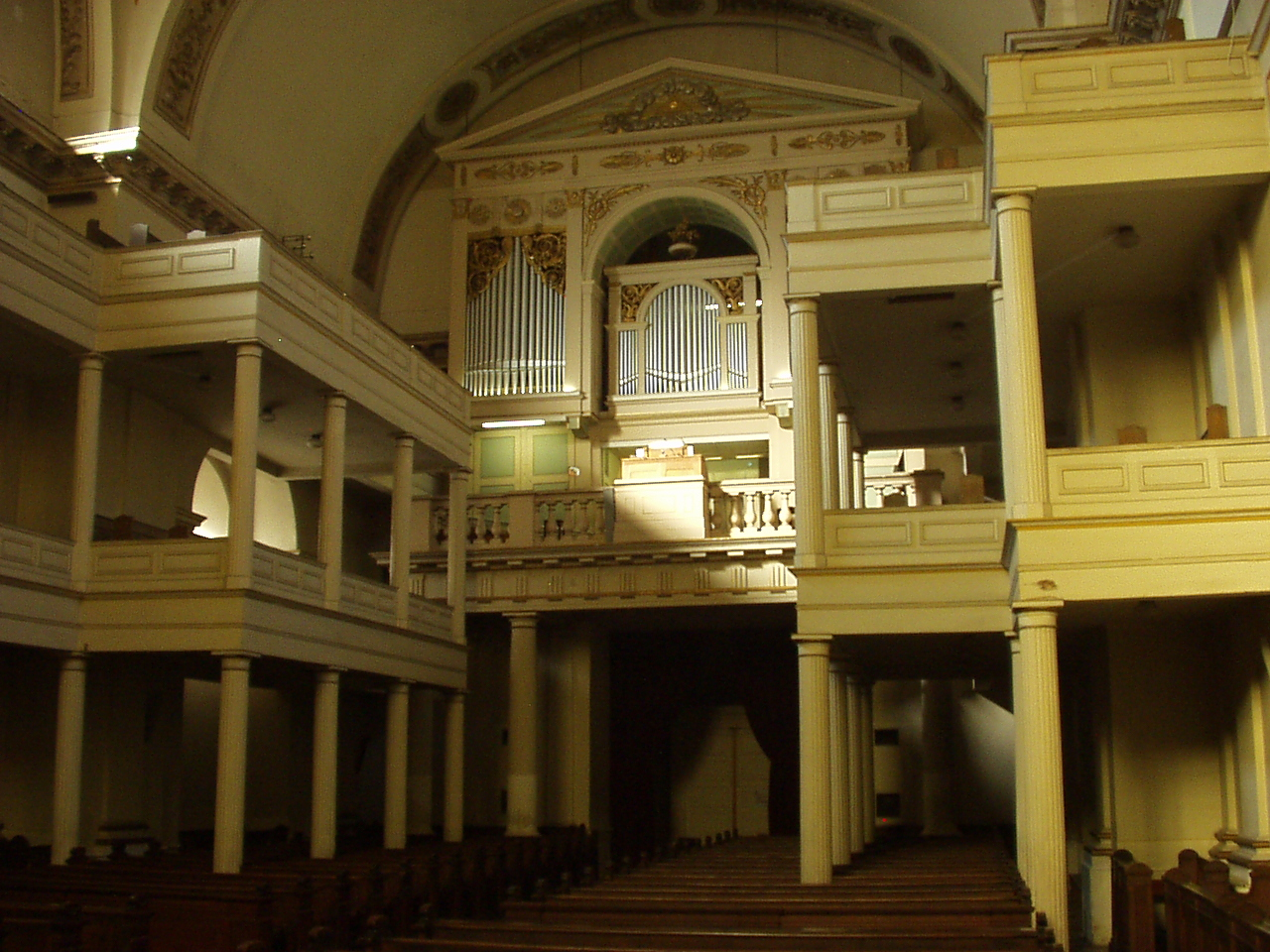
A templom belső tere
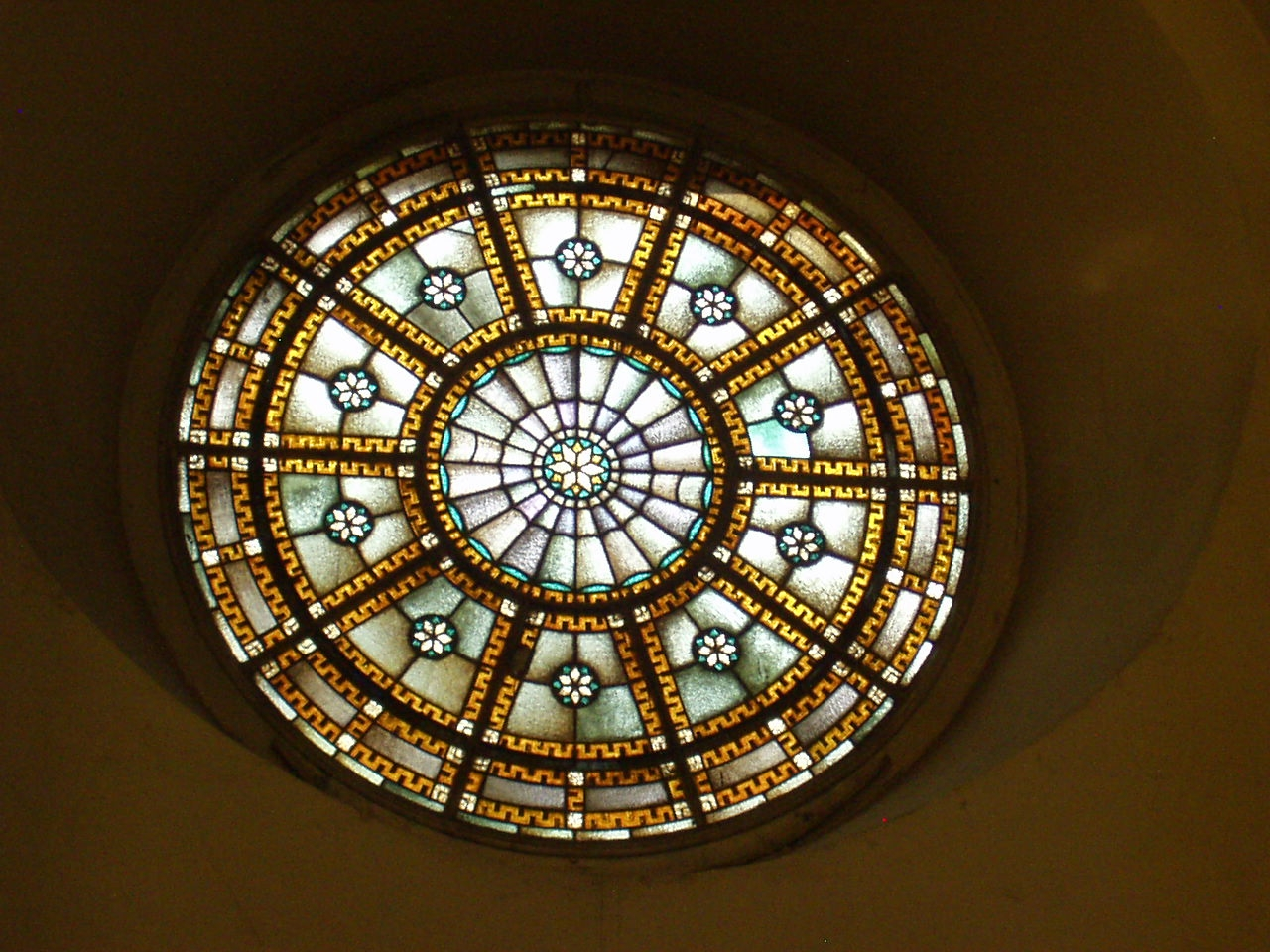
Oldalsó ólomüveg-ablak
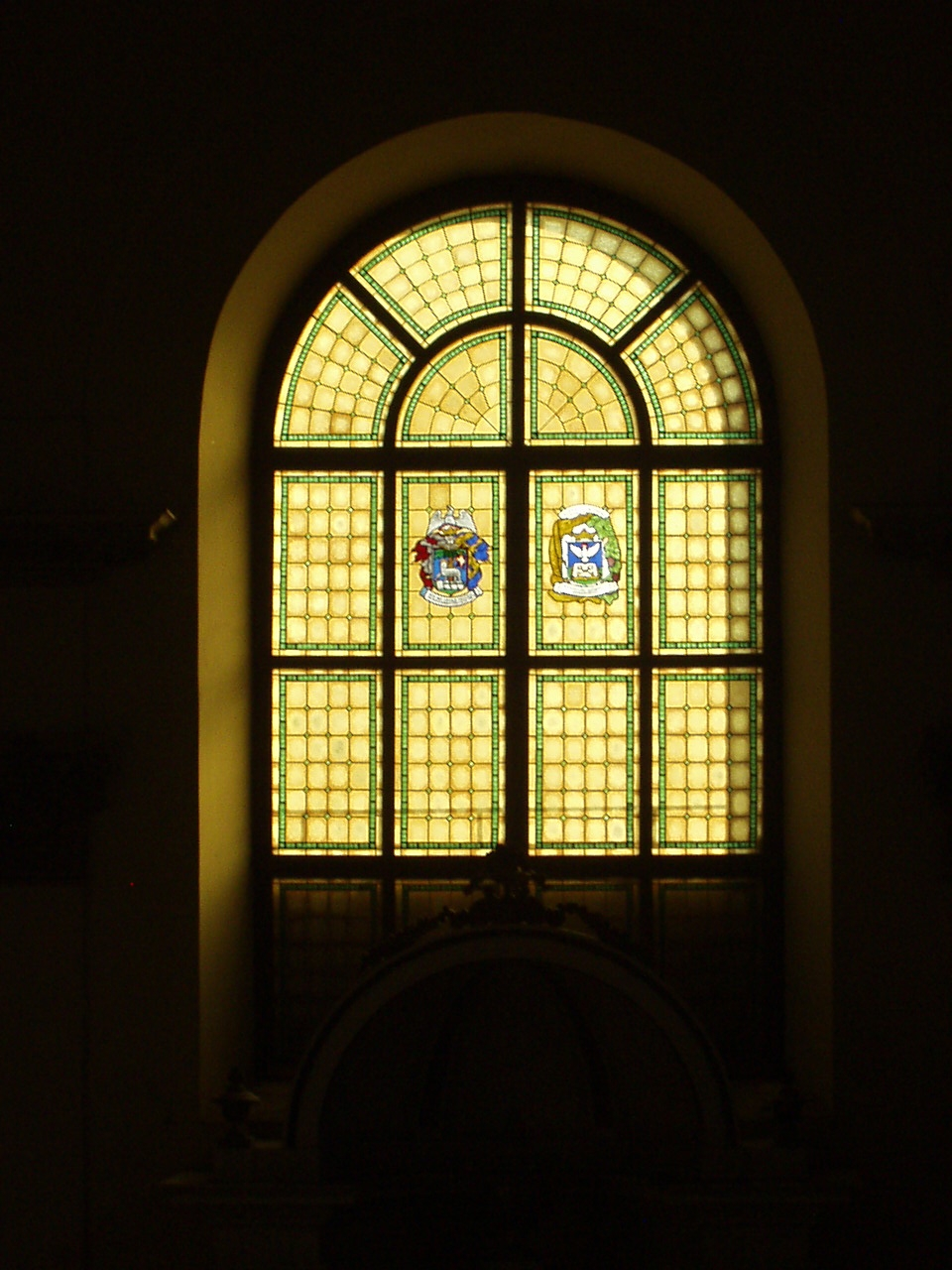
A szószék feletti ólomüvegablak
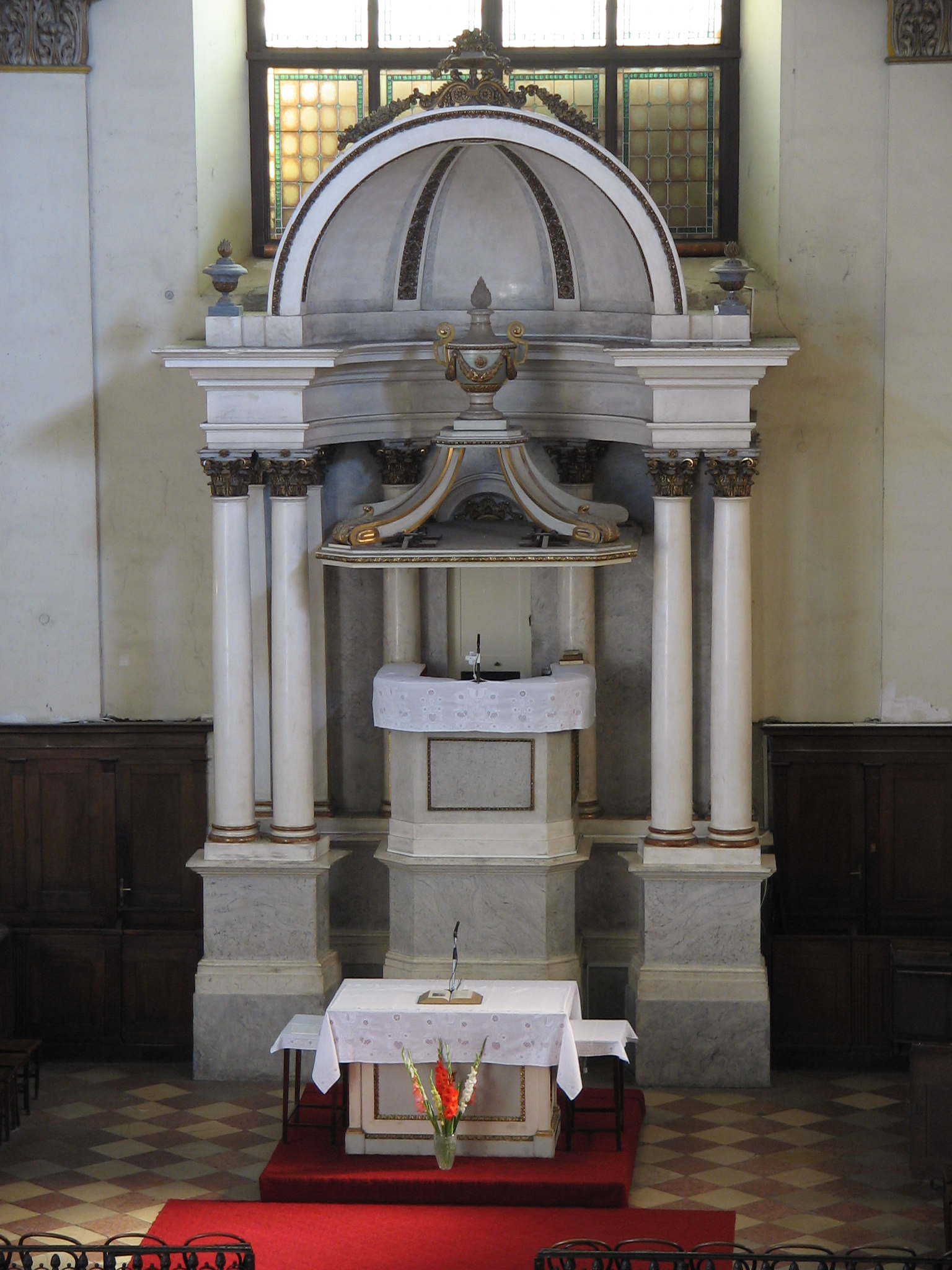
A szószék
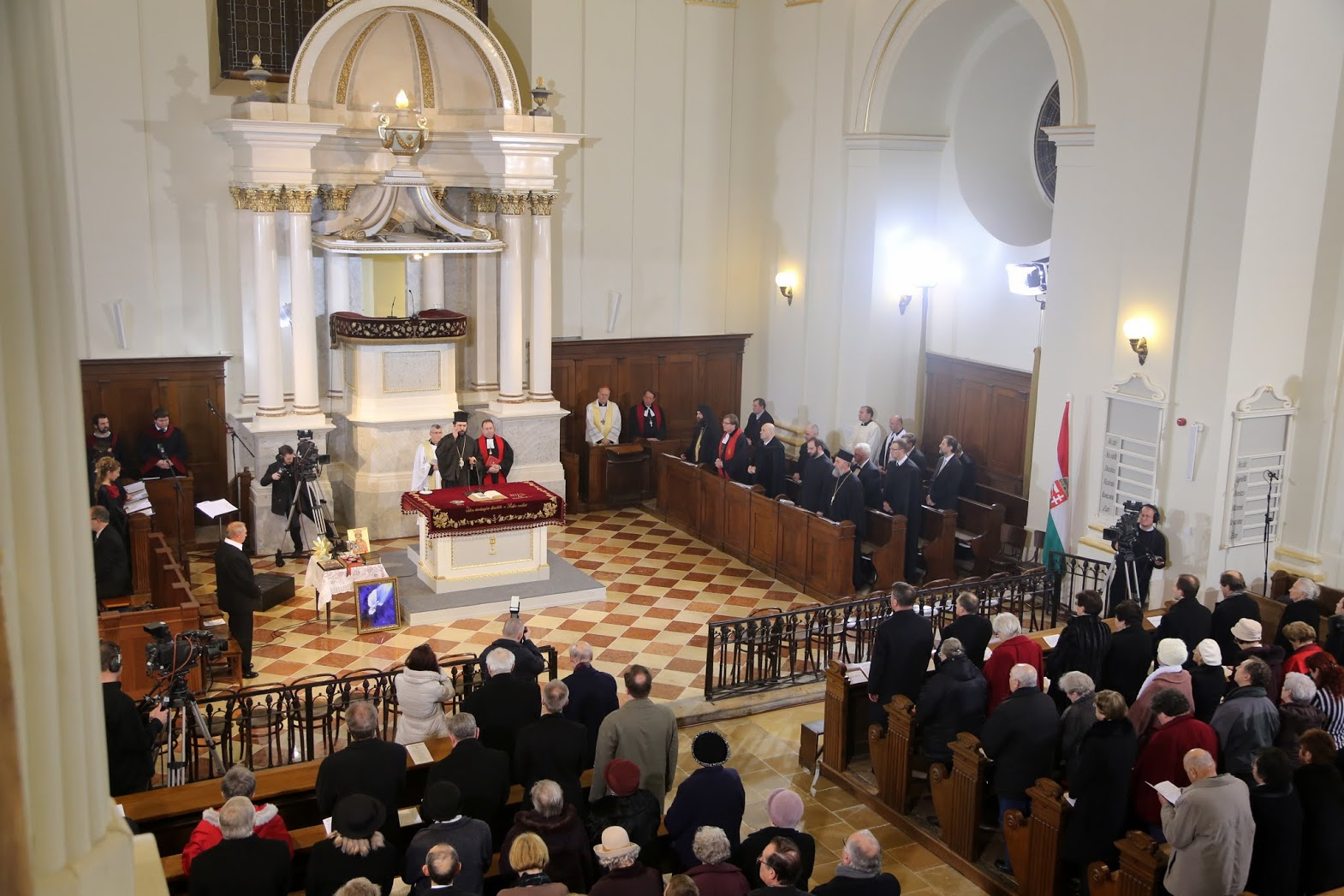
Ökumernikus istentisztelet 2014-ben
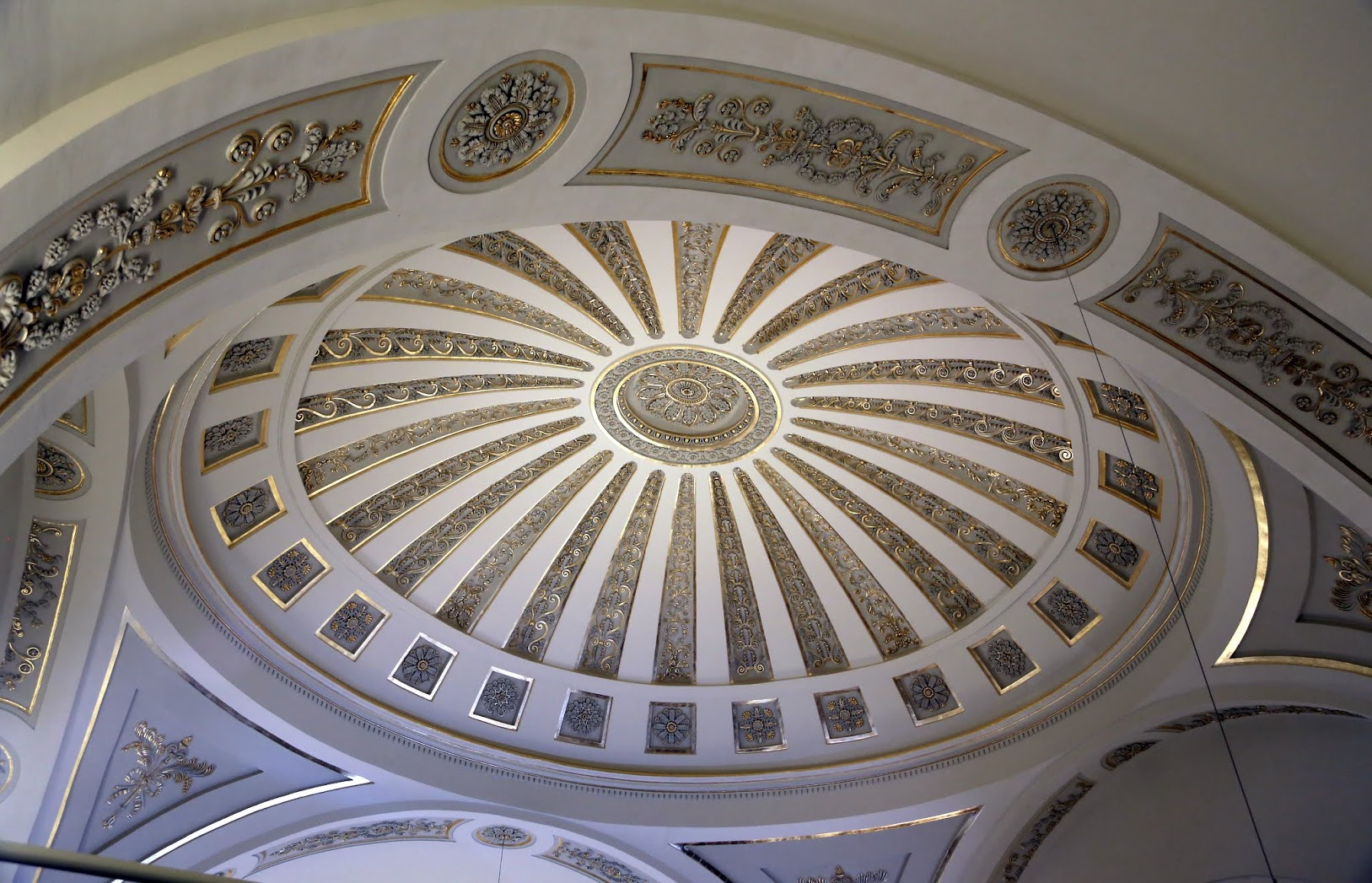
A templom kupolája
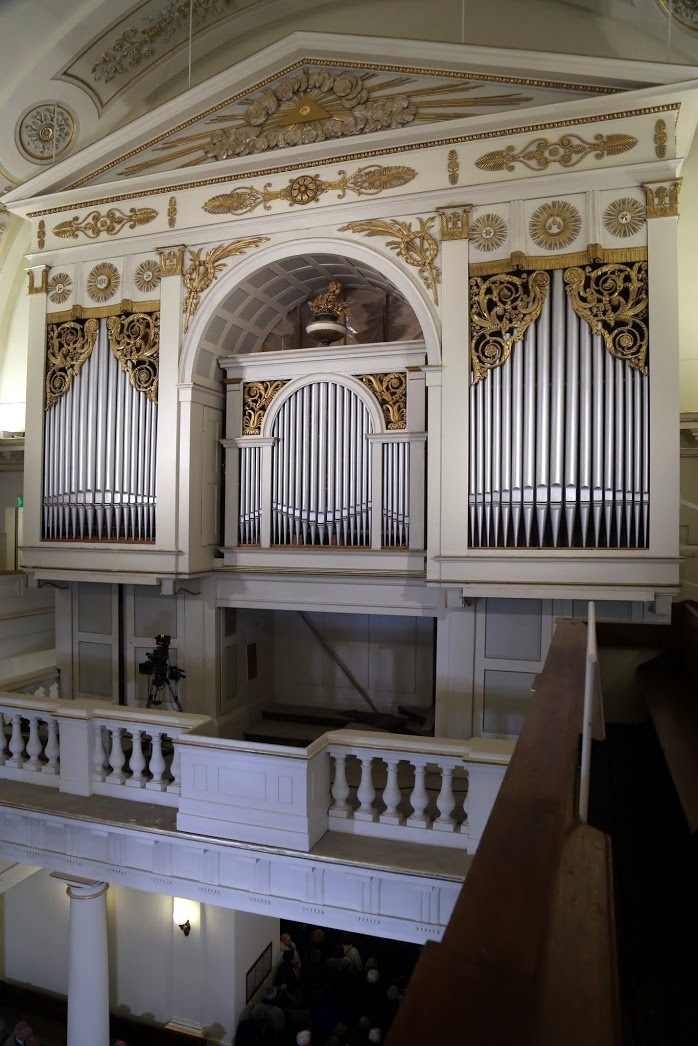
Orgona a templom karzatán
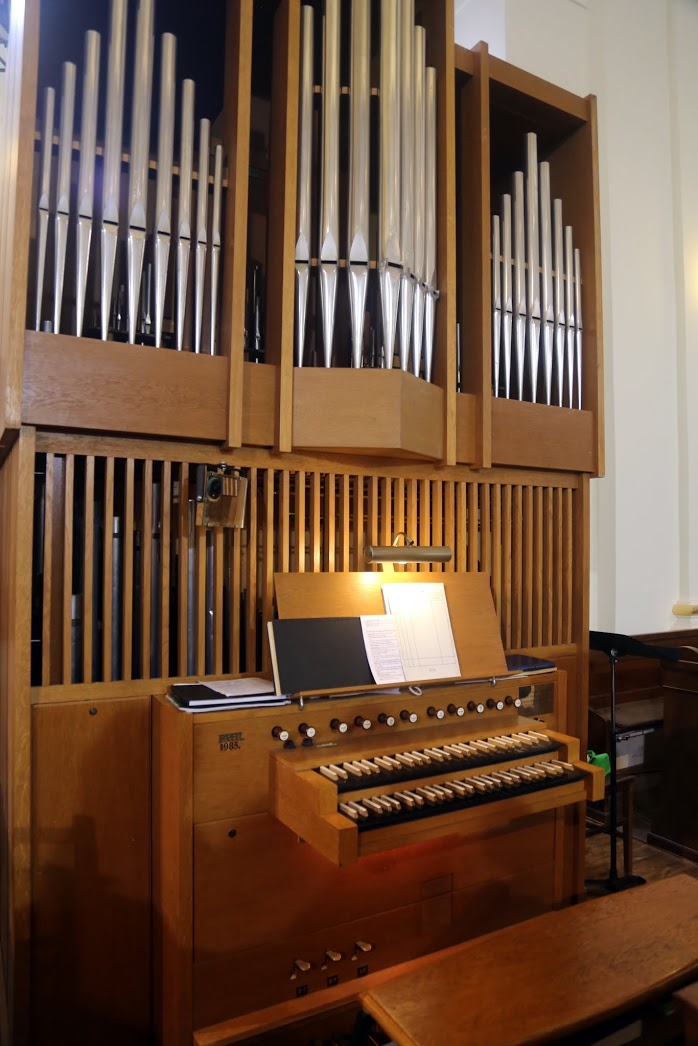
Orgona a templom szentélyében
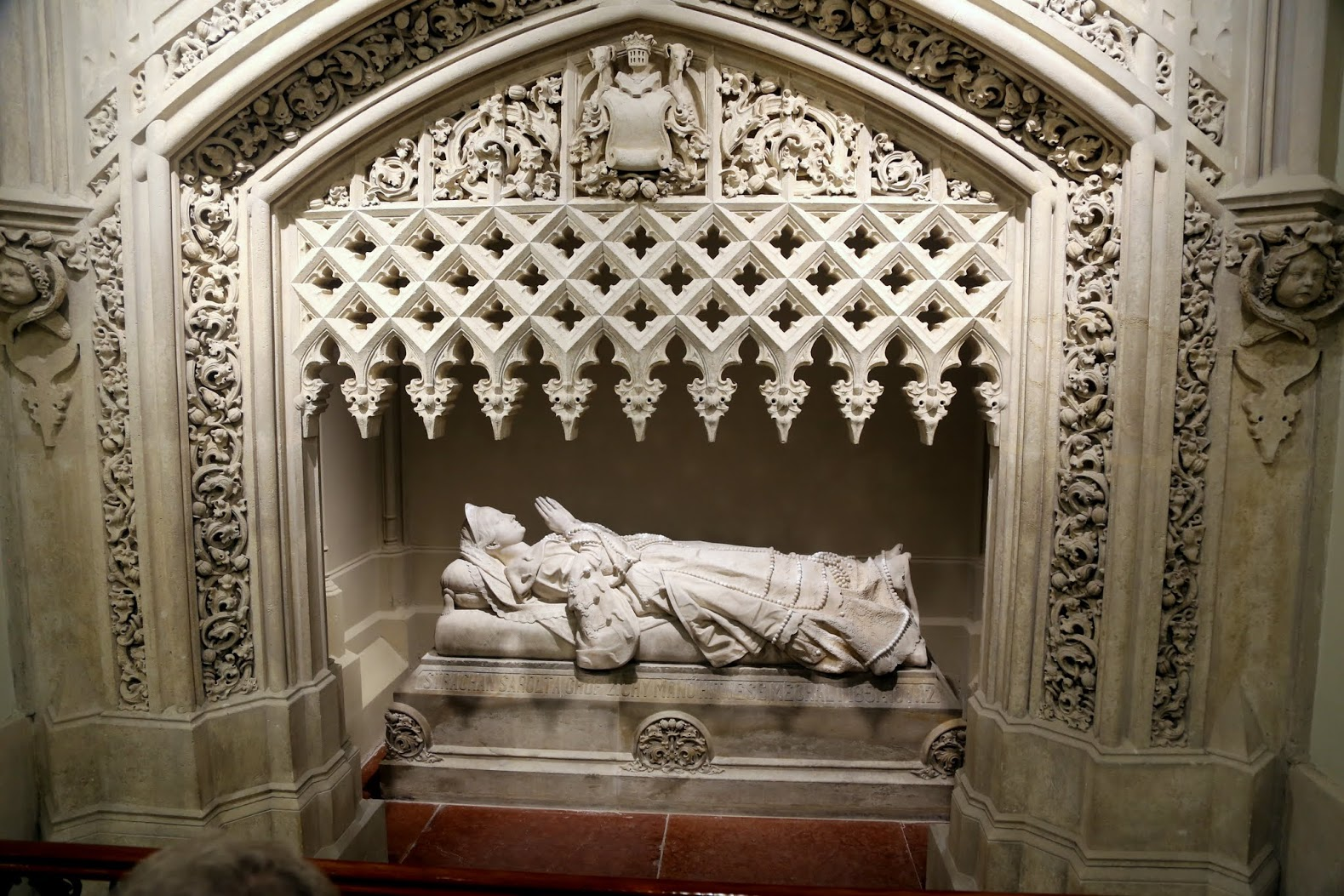
Gróf Zichy Manó feleségének síremléke
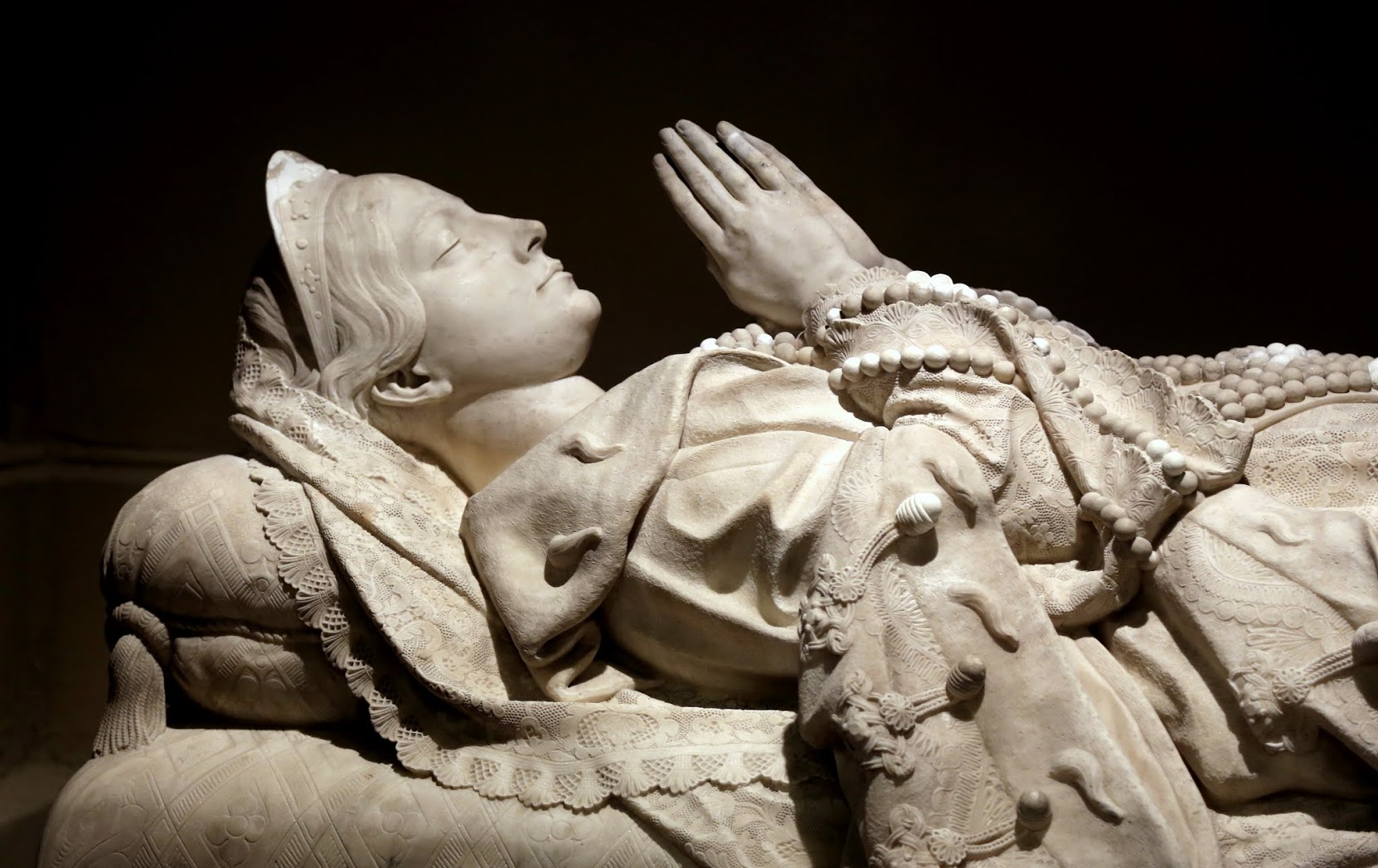
Gróf Zichy Manó feleségének síremléke
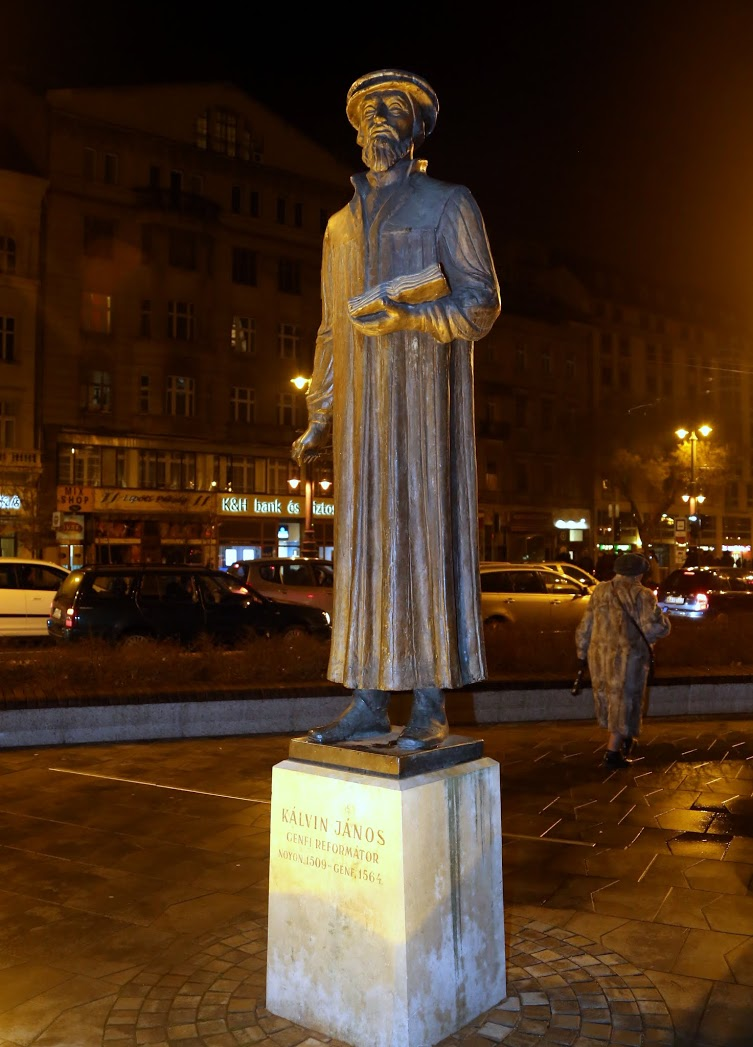
Kálvin János szobra a templom előtt (Búza Barna műve)
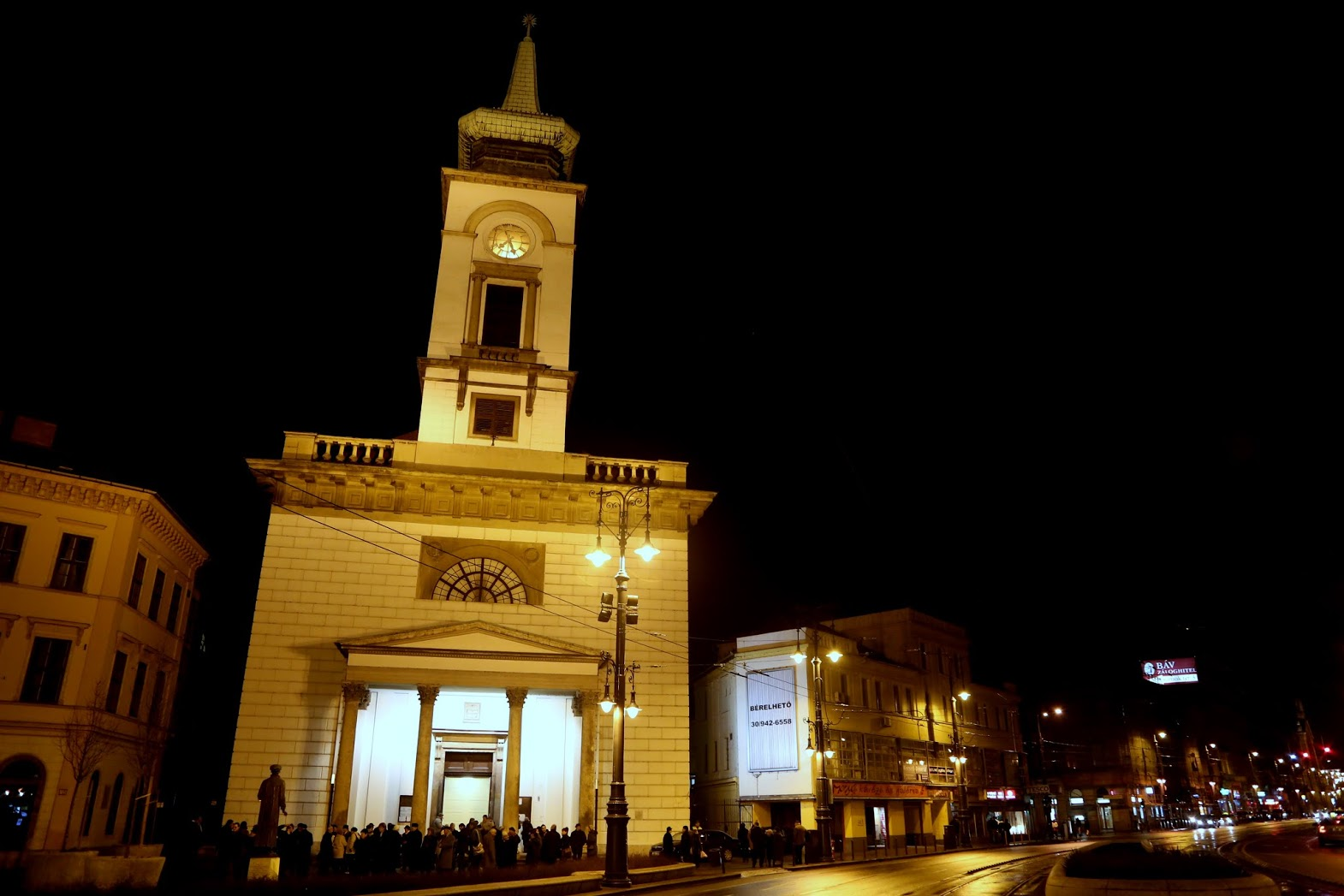
Ünnepi kivilágításban

## Kapcsolódó szócikk
- A templom orgonája